# Starý paleolit

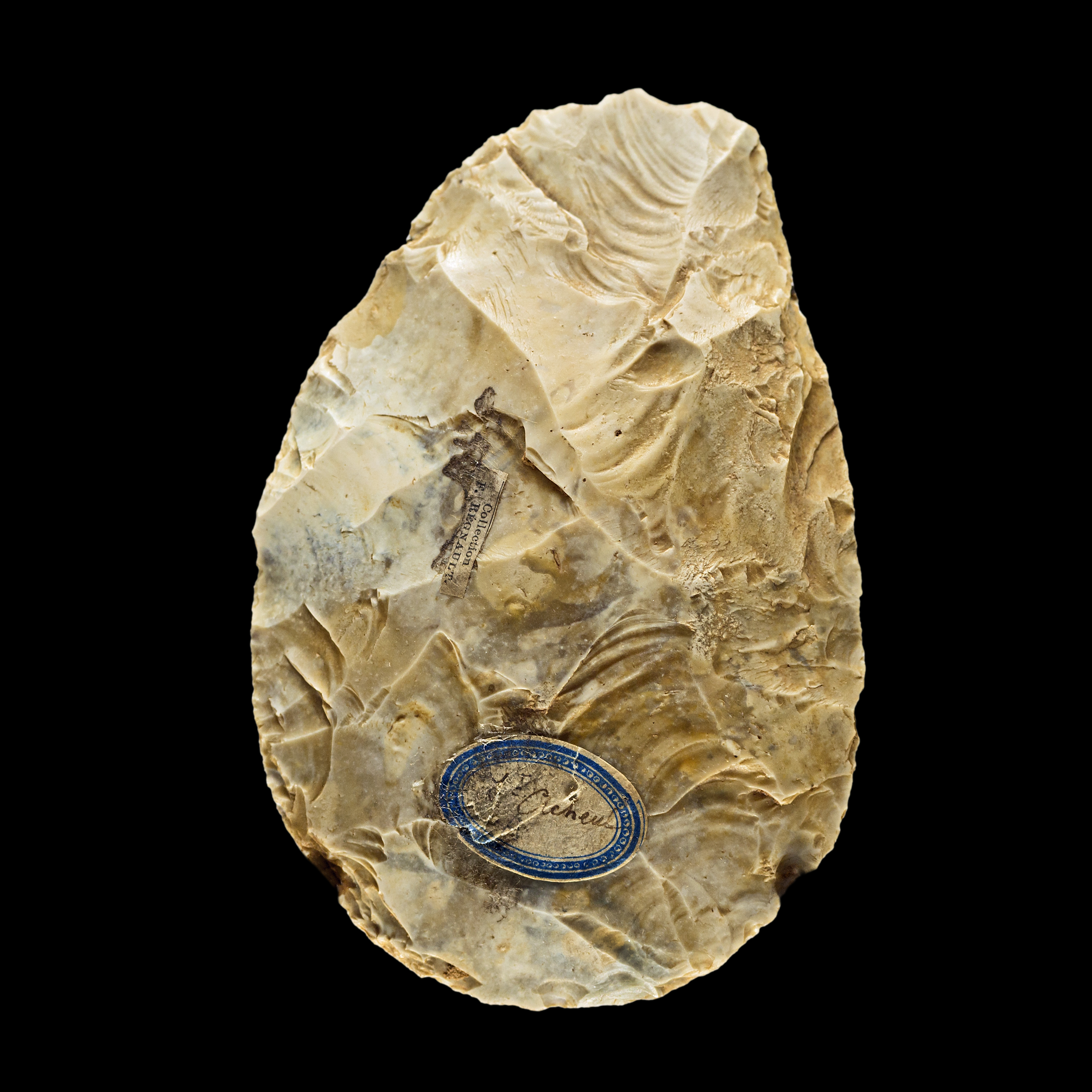
Pazourek acheulské kultury

Starý paleolit je období pravěku datované přibližně mezi 1 000 000 až 300 000 lety před současností. Na jeho přelomu s nejstarším paleotitem se lidská společnost rozšířila z Afriky do Asie a Evropy, včetně území dnešní ČR - Bečov, Přezletice, Beroun, Stránská skála. 
Nositelem této kultury byl v tomto období člověk vzpřímený a Homo heidelbergensis. Starý paleolit v geologické datování spadá do epochy pleistocénu, respektive do středního pleistocénu - do stupňů Günz/Mindel, Mindel, Mindel/Riss . V jeho mladší fázi došlo k ochlazení v důsledku ledové doby mindel (500 000/340 000 př. n. l.), v tomto období sahal Skandinávský ledovec až do střední Evropy. V jeho morénách se nacházel pazourek na výrobu nástrojů.
Lidské pozůstatky z tohoto období jsou nacházeny v celé Evropě. Přítomnost člověka vzpřímeného je v České republice doložena nálezy nástrojů v Praze-Sedlci, v Přezleticích u Prahy, v obci Braškov (u Kladna) a na Stránské skále (u Brna). Nálezy nástrojů jsou v tomto období hojnější.
Nejstarší lokality v Evropě se nacházejí ve Španělsku - Orce, v krasové oblasti Atapuerca - Sima del Elefante , Gran Dolina nebo Sima de los Huesos.
Vedle starších valounových nástrojů se typickým nástrojem stává pěstní klín. Člověk vzpřímený byl mnohem šikovnější než člověk zručný. Výroba pěstních klínů se šířila z Afriky do Evropy. Dále se vyskytují polyedry, drasadla, příčné sekáče, špičáky, otloukače a škrabadla a úplně ke konci začíná levalloiská technika.
Nejznámější kultury pěstních klínů jsou: abbevillien, již vzpomínaný acheuléen a micoquien. Ve východní Africe, Číně a jižní Evropě se zároveň s acheuléenem prosadila drobnotvará industrie. V Česku se rozlišují i místní kultury jako jsou Bohemién a Přezleticien.
Člověk sbíral plody a lovil drobnou zvěř, ryby, ptáky a větší savce (koně, jeleny, slony, tury). Větší zvířata naopak lovila člověka. Lidé žili v tlupách na savanách a ve stepích a lesostepích v teplém a mírném pásu, ale ne v chladném. Stavěli si jednoduché příbytky.
Kolem roku 500 000 př. n. l. se zvýšil počet lidských druhů v Africe a v Evropě. Objevilo se množství forem s velkou mozkovnou. V této době vznikl kolem roku 400 000 př. n. l.. archaický člověk rozumný (Homo sapiens, 400 000/135 000 př. n. l.)